# アルフ・ロス
アルフ・ロス（Alf Ross、1899年6月10日 - 1979年8月17日）は、デンマークの法学者。専門は法哲学、国際法。

## 人物
コペンハーゲン出身で、ウプサラ大学で哲学の単位を取得。のちコペンハーゲン大学教授となり、ヘーガーシュトレーム、オリヴェクローナらスウェーデンの法学者と共に、スカンディナヴィアにおけるリアリズム法学の有力な論客となった。しかし、ウプサラ学派の法学者が心理的説明を重視したのに対し、より実効的な説明を可能にするべく論理実証主義哲学を取り入れ、事実と言明の一致という検証可能性規準を導入した。またガイガー同様、法の拘束力を経験的事実に還元できるとした。説明の仕方はガイガーとは異なり、経験的事実の内容は裁判官による法適用行動であり、法規定の現実の適用という外から観測可能な規則的状態および裁判官によって社会的に拘束的なものと感じられているという内面的な心理的状態という、二つの事実の行動主義的およびイデオロギー的解釈に基づく将来の裁判官の行動の予測として捉えられるとした。

## 主著
- "Imperatives and Logic", Theoria vol. 7, 1941, pp. 53–71
- Towards a Realistic Jurisprudence: A Criticism of the Dualism in Law (1946)
- A Textbook in International Law (1947)
- Constitution of the United Nations (1951)
- Why Democracy? (1952)
- "Tû-Tû", Harvard Law Review vol. 70, Issue 5, March 1957, pp. 812–825. Originally published in Festskrift til Henry Ussing. O. Borum, K. Ilium (eds.). Kobenhavn Juristforbundet, 1951
- On Law and Justice (1959)
- The United Nations: Peace and Progress (1966)
- Directives and Norms (1968)
- "On Self-Reference and a Puzzle in Constitutional Law", Mind (1969)
- On Guilt, Responsibility and Punishment (1975)